# Szajhan járás (Szelenga)
Szajhan járás (mongol nyelven: Сайхан сум) Mongólia Szelenga tartományának egyik járása. Területe 1400 km². Népessége kb. 9000 fő.
Székhelye Nomgon (Номгон), mely 160 km-re fekszik Szühebátor tartományi székhelytől.